# Promacrauchenia
Promacrauchenia è un genere estinto di mammiferi litopterni, appartenente ai macraucheniidi. Visse nel Pliocene (circa 5 - 2,5 milioni di anni fa) e i suoi resti fossili sono stati ritrovati in Sudamerica.

## Descrizione
Questo animale era di grosse dimensioni, e poteva raggiungere un metro e ottanta in altezza e sfiorare i tre metri di lunghezza; il peso doveva aggirarsi sui 250 - 400 chilogrammi. Promacrauchenia era molto simile al successivo (e più noto) Macrauchenia, ma era di dimensioni minori e possedeva uno scheletro leggermente più gracile. Inoltre, il cranio di Promacrauchenia si differenziava da quello del suo stretto parente più famoso per le ossa frontali piane, senza il rinforzo triangolare dietro l'apertura nasale. Come Macrauchenia, anche questo animale era probabilmente dotato di una corta proboscide.

## Classificazione
Il genere Promacrauchenia venne istituito da Florentino Ameghino nel 1904, sulla base di fossili ritrovati in Patagonia in terreni del Pliocene inferiore e che lo stesso Ameghino, anni prima, aveva descritto come una specie del genere Macrauchenia (M. antiquua). Oltre alla specie tipo, Promacrauchenia antiquua, a questo genere sono state ascritte altre specie: P. calchaquiorum, P. chapadmalense, P. ensenadense, P. kraglievichi del Pliocene inferiore e P. yepesi del Pliocene/Pleistocene. 
Promacrauchenia era un membro dei macraucheniidi, un gruppo di litopterni la cui evoluzione portò a sviluppare forme simili a cammelli e dotate di strane ossa nasali. Promacrauchenia, in particolare, era un macraucheniide specializzato, forse direttamente ancestrale a generi come Macrauchenia e Windhausenia.